# Conizonia bodoani
Conizonia bodoani är en skalbaggsart som beskrevs av Maurice Pic 1912. Conizonia bodoani ingår i släktet Conizonia och familjen långhorningar.
Artens utbredningsområde är Iran. Inga underarter finns listade i Catalogue of Life.